# Pierre Aumaître
Pierre Aumaître est un prêtre catholique, membre de la Société des Missions Étrangères de Paris et mort en Corée le 30 mars 1866 . Il a été déclaré martyr par l'Église catholique.

## Biographie

### Enfance
Originaire d'Aizecq (Charente), il naît le 8 avril 1837 dans une famille de paysans. Il est l’aîné de cinq enfants d’un foyer chrétien dont le père est sabotier-cultivateur et la mère couturière. Le 26 mai de la même année, il est baptisé à Verteuil. Confirmé à Aizecq le 21 mai 1844, à l’âge de 7 ans, il fait sa première communion le 2 mai 1847, à 10 ans.

### Vocation missionnaire
Il commence à apprendre le latin avec difficulté et entre en 1852 au Petit Séminaire de Richemont, près de Cognac. Il a 15 ans, il y restera jusqu’à 20 ans. En 1858, il entre au Grand Séminaire d’Angoulême. Avec l’accord de son évêque, en 1859, il poursuit ses études au Séminaire des Missions Étrangères de Paris. Le 14 juin 1862, à l’âge de 25 ans, il est ordonné prêtre.
Il part le 18 août 1862 pour la Corée mais n'arrive à destination qu'en juin 1863. Débarqué d'abord à Hong-Kong, il met ensuite cinq mois pour arriver à destination, clandestinement, vêtu d’une robe chinoise car les européens sont interdits sur le territoire, bien que deux évêques et dix prêtres y résident déjà. Il y accomplit son ministère pendant trois ans, un premier mois à Séoul, auprès de Mgr Berneux, puis à Saemgol pour l'étude du coréen et à partir de septembre 1864, on le charge du district de Naepo.

### Martyr
Il se trouvait à Saemgol quand, en 1886, pour éviter de mauvais traitements à ses paroissiens, il se constitue prisonnier. Il est conduit à Séoul et emprisonné. Il est condamné à mort et décapité le 30 mars 1866 sur la plage de Galmaemot à Boryeong avec l'évêque Antoine Daveluy et le missionnaire Martin Luc Huin. 
Pierre Aumaître et ses compagnons sont parmi les derniers martyrs de la mission de Corée.

## Postérité

### Canonisation
Ses restes ont été recueillis et inhumés dans la cathédrale de Séoul. Paul VI a béatifié Pierre Aumaître le 6 octobre 1968 à Rome. Le 6 mai 1984, il a été canonisé par Jean-Paul II à Séoul.
Les chrétiens de Corée qui se rendent en France visitent ses lieux d'origine. Ils visitent aussi ses reliques dans la Salle des Martyrs des Missions Étrangères à Paris. Dans son diocèse à Angoulême, un pèlerinage est organisé chaque année jusqu'à Aizecq. 

### Spiritualité
La Société des Missions Etrangères de Paris, dont il était membre, publie régulièrement des livres à son sujet. Dans son diocèse d'origine, Mgr Claude Dagens met en ligne sur son blog une homélie déclamée le jour de sa mémoire, homélie dans laquelle il déclare :

« L’histoire si simple et si parlante de Pierre Aumaître fait partie de notre histoire. Parce que ce jeune prêtre martyr vient nous rappeler que l’évangélisation passe par des hommes et des femmes qui apprennent à vivre de la force du Christ et de son Esprit Saint, pour annoncer son Évangile. »

### Lieux
L'église de la paroisse Saint-Jean-Baptiste d'Angoulême est dédiée à Saint Pierre Aumaître ; elle accueille à ce titre de nombreux souvenirs de Corée. La chapelle des Riffauds de Ruelle-sur-Touvre lui a confié son patronage, pour lequel a été taillée une statue en fût de noyer. 
Une rue de la ville d'Angoulême porte son nom.